# 31 에우프로시네
31 에우프로시네 (31 Eurphrosyne)는 크기가 큰 소행성 중 하나이며 C형 소행성이다. 1854년 9월 1일 제임스 퍼거슨에 의해 발견되었으며 북아메리카에서 발견된 최초의 소행성이다. 그리스 신화에 나오는 카리테스중 한 명인 에우프로시네에서 따왔다. 1 세레스와 10 히기에이아 다음으로 모양이 둥굴다.
2019년 위성 (S/2019 (31) 1) 이 발견되었으며 지름은 6.7km이다.
31 에우프로시네는 소행성대 바깥쪽에 위치한 상당히 어두운 몸체며 결과적으로, 쌍안경으로는 결코 볼 수 없다.

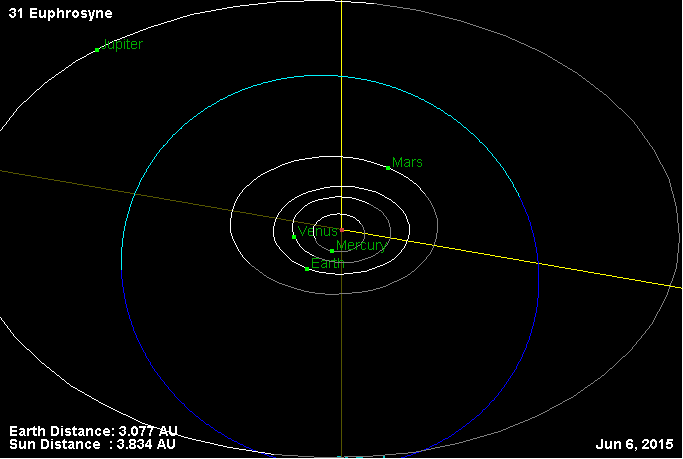
31 에우프로시네의 공전 궤도